# 乌龙镇 (霍邱县)
乌龙镇，是中华人民共和国安徽省六安市霍邱县下辖的一个乡镇级行政单位。

## 行政区划
乌龙镇下辖以下地区：
陡岗村、响水堰村、丁店村、跑马岗村、乌龙村、知母岗村、铜佛村、松树庙村、黄大庄村、尹老庄村和唐岗店村。